# Javon Francis
Javon Francis (né le 14 décembre 1994) est un athlète jamaïcain, spécialiste du 400 mètres.

## Biographie
Plus jeune sélectionné de l'équipe de Jamaïque lors des championnats du monde 2013 de Moscou (18 ans), il se distingue en finale du relais 4 × 400 m en étant chronométré en 44 s 00 lors du dernier relais, permettant à son équipe de remonter de la cinquième à la deuxième place. Il remporte la médaille d'argent en compagnie de Rusheen McDonald, Edino Steele et  Omar Johnson, en 2 min 59 s 88, devancé de plus d'une seconde par l'équipe des États-Unis. 
Javon Francis descend pour la première fois de sa carrière sous les 45 secondes lors de la saison 2015 en réalisant tout d'abord 44 s 90 à Kingston le 9 mai, puis 44 s 50 le 13 juin, toujours à Kingston.

## Palmarès
| Date | Compétition               | Lieu           | Résultat | Épreuve       | Temps         |
| ---- | ------------------------- | -------------- | -------- | ------------- | ------------- |
| 2013 | Championnats du monde     | Moscou         | 2e       | 4 × 400 m     | 2 min 59 s 88 |
| 2015 | Relais mondiaux de l'IAAF | Nassau         | 4e       | 4 × 400 m     |               |
| 2015 | Championnats du monde     | Pékin          | 4e       | 4 × 400 m     | 2 min 58 s 51 |
| 2016 | Jeux olympiques           | Rio de Janeiro | 2e       | 4 × 400 m     | 2 min 58 s 16 |
| 2018 | Jeux du Commonwealth      | Gold Coast     | 3e       | 400 m         | 45 s 11       |
| 2018 | Jeux du Commonwealth      | Gold Coast     | 3e       | 4 × 400 m     | 3 min 1 s 97  |
| 2019 | Relais mondiaux de l'IAAF | Yokohama       | 2e       | 4 x 400 m     | séries        |
| 2019 | Championnats du monde     | Doha           | 2e       | 4 x 400 mixte | 3 min 11 s 78 |
| 2022 | Championnats NACAC        | Freeport       | 2e       | 4 × 400 m     | 3 min 5 s 47  |

## Records
| Épreuve | Temps   | Lieu     | Date         |
| ------- | ------- | -------- | ------------ |
| 400 m   | 44 s 50 | Kingston | 13 juin 2015 |